# Campionato europeo dei piccoli stati maschile di pallavolo 2002
Il campionato europeo dei piccoli stati maschile di pallavolo 2002 si è svolto dal 28 maggio al 1º giugno 2002 a Andorra la Vella, in Andorra: al torneo hanno partecipato otto squadre nazionali europee di stati con meno di un milione di abitanti e la vittoria finale è andata per la seconda volta consecutiva a Cipro.

## Regolamento
Le squadre hanno disputato una prima fase a gironi con formula del girone all'italiana; al termine della prima fase:
- Le prime due classificate di ogni girone hanno acceduto alla fase finale per il primo posto strutturata in semifinali, finale per il terzo posto e finale.
- Le ultime due classificate di ogni girone hanno acceduto alla fase finale per il quinto posto strutturata in semifinali, finale per il settimo posto e finale per il quinto posto.

## Squadre partecipanti
| Squadra     | Qualificazione      | Ultima partecipazione |
| ----------- | ------------------- | --------------------- |
| Andorra     | Paese organizzatore | Debutto               |
| Cipro       | -                   | Malta 2000            |
| Irlanda     | -                   | Malta 2000            |
| Islanda     | -                   | Malta 2000            |
| Lussemburgo | -                   | Malta 2000            |
| Malta       | -                   | Malta 2000            |
| San Marino  | -                   | Malta 2000            |
| Scozia      | -                   | Malta 2000            |

## Torneo

### Fase a gironi
| Girone A   | Girone B    |
| ---------- | ----------- |
| Andorra    | Irlanda     |
| Cipro      | Lussemburgo |
| Islanda    | Malta       |
| San Marino | Scozia      |

#### Girone A

##### Risultati
| 28 maggio 2002 ?, Andorra la Vella Durata: 1h:29 - Spettatori: 90  | Cipro      | 3 - 1 | San Marino | 25-16, 22-25, 25-10, 25-12        |
| 28 maggio 2002 ?, Andorra la Vella Durata: 1h:52 - Spettatori: 230 | Andorra    | 0 - 3 | Islanda    | 0-25, 0-25, 0-25                  |
| 29 maggio 2002 ?, Andorra la Vella Durata: 1h:02 - Spettatori: 70  | San Marino | 0 - 3 | Islanda    | 3-25, 14-25, 22-25                |
| 29 maggio 2002 ?, Andorra la Vella Durata: 1h:18 - Spettatori: 160 | Cipro      | 3 - 0 | Andorra    | 25-15, 29-27, 25-21               |
| 30 maggio 2002 ?, Andorra la Vella Durata: 1h:00 - Spettatori: 100 | Islanda    | 3 - 0 | Cipro      | 25-15, 25-17, 25-23               |
| 30 maggio 2002 ?, Andorra la Vella Durata: 1h:59 - Spettatori: 130 | Andorra    | 2 - 3 | San Marino | 25-20, 25-19, 19-25, 25-27, 12-15 |

##### Classifica
| Pos | Squadra    | Pt | G | V | P | SV | SP | Ratio | PF  | PS  | Ratio |
| --- | ---------- | -- | - | - | - | -- | -- | ----- | --- | --- | ----- |
| 1   | Islanda    | 6  | 3 | 3 | 0 | 9  | 0  | MAX   | 225 | 104 | 2.163 |
| 2   | Cipro      | 5  | 3 | 2 | 1 | 6  | 4  | 1.500 | 231 | 201 | 1.149 |
| 3   | San Marino | 4  | 3 | 1 | 2 | 4  | 8  | 0.500 | 218 | 278 | 0.784 |
| 4   | Andorra    | 3  | 3 | 0 | 3 | 2  | 9  | 0.222 | 169 | 260 | 0.650 |

#### Girone B

##### Risultati
| 28 maggio 2002 ?, Andorra la Vella Durata: 1h:05 - Spettatori: 110 | Scozia      | 3 - 0 | Irlanda     | 25-15, 25-20, 25-21               |
| 28 maggio 2002 ?, Andorra la Vella Durata: 1h:05 - Spettatori: 120 | Lussemburgo | 3 - 0 | Malta       | 25-13, 25-15, 25-19               |
| 29 maggio 2002 ?, Andorra la Vella Durata: 1h:42 - Spettatori: ?   | Irlanda     | 3 - 1 | Malta       | 25-20, 25-23, 28-30, 25-18        |
| 29 maggio 2002 ?, Andorra la Vella Durata: 1h:55 - Spettatori: 80  | Scozia      | 2 - 3 | Lussemburgo | 19-25, 27-25, 25-19, 18-25, 14-16 |
| 30 maggio 2002 ?, Andorra la Vella Durata: 1h:44 - Spettatori: 90  | Lussemburgo | 3 - 2 | Irlanda     | 20-25, 23-25, 25-17, 25-13, 15-11 |
| 30 maggio 2002 ?, Andorra la Vella Durata: 1h:41 - Spettatori: 110 | Malta       | 1 - 3 | Scozia      | 26-28, 20-25, 25-23, 22-25        |

##### Classifica
| Pos | Squadra     | Pt | G | V | P | SV | SP | Ratio | PF  | PS  | Ratio |
| --- | ----------- | -- | - | - | - | -- | -- | ----- | --- | --- | ----- |
| 1   | Lussemburgo | 6  | 3 | 3 | 0 | 9  | 4  | 2.250 | 293 | 241 | 1.216 |
| 2   | Scozia      | 5  | 3 | 2 | 1 | 8  | 4  | 2.000 | 279 | 259 | 1.077 |
| 3   | Irlanda     | 4  | 3 | 1 | 2 | 5  | 7  | 0.714 | 250 | 274 | 0.912 |
| 4   | Malta       | 3  | 3 | 0 | 3 | 2  | 9  | 0.333 | 231 | 279 | 0.828 |

### Fase finale

#### Finali 1º e 3º posto
|  | Semifinali  | Semifinali  | Semifinali |         |       | Finale 1º/2º posto | Finale 1º/2º posto | Finale 1º/2º posto |  |
|  |             |             |            |         |       |                    |                    |                    |  |
|  | Lussemburgo | Lussemburgo | 1          |         |       |                    |                    |                    |  |
|  | Lussemburgo | Lussemburgo | 1          |         |       |                    |                    |                    |  |
|  | Cipro       | Cipro       | 3          |         |       |                    |                    |                    |  |
|  | Cipro       | Cipro       | 3          |         | Cipro | Cipro              | 3                  |                    |  |
|  |             |             |            |         | Cipro | Cipro              | 3                  |                    |  |
|  |             |             | Islanda    | Islanda | 0     |                    |                    |                    |  |
|  | Islanda     | Islanda     | Islanda    | Islanda | 0     | 3                  |                    |                    |  |
|  | Islanda     | Islanda     |            |         |       | 3                  |                    |                    |  |
|  | Scozia      | Scozia      | 0          |         |       | Finale 3º/4º posto | Finale 3º/4º posto | Finale 3º/4º posto |  |
|  | Scozia      | Scozia      | 0          |         |       |                    |                    |                    |  |
|  |             |             |            |         |       |                    |                    |                    |  |
|  |             |             |            |         |       | Lussemburgo        | Lussemburgo        | 2                  |  |
|  |             |             |            |         |       | Lussemburgo        | Lussemburgo        | 2                  |  |
|  |             |             |            |         |       | Scozia             | Scozia             | 3                  |  |

##### Semifinali
| 31 maggio 2002 ?, Andorra la Vella Durata: 1h:40 - Spettatori: 90 | Lussemburgo | 1 - 3 | Cipro  | 18-25, 25-22, 24-26, 10-25 |
| 31 maggio 2002 ?, Andorra la Vella Durata: 1h:15 - Spettatori: 80 | Islanda     | 3 - 0 | Scozia | 25-18, 25-20, 25-23        |

##### Finale 3º posto
| 1º giugno 2002 ?, Andorra la Vella Durata: 1h:50 - Spettatori: 80 | Lussemburgo | 2 - 3 | Scozia | 25-17, 25-22, 19-25, 26-28, 15-17 |

##### Finale
| 1º giugno 2002 ?, Andorra la Vella Durata: 1h:05 - Spettatori: 220 | Cipro | 3 - 0 | Islanda | 25-15, 25-18, 25-15 |

#### Finali 5º e 7º posto
|  | Semifinali | Semifinali | Semifinali |            |         | Finale 5º/6º posto | Finale 5º/6º posto | Finale 5º/6º posto |  |
|  |            |            |            |            |         |                    |                    |                    |  |
|  | Irlanda    | Irlanda    | 1          |            |         |                    |                    |                    |  |
|  | Irlanda    | Irlanda    | 1          |            |         |                    |                    |                    |  |
|  | Andorra    | Andorra    | 3          |            |         |                    |                    |                    |  |
|  | Andorra    | Andorra    | 3          |            | Andorra | Andorra            | 1                  |                    |  |
|  |            |            |            |            | Andorra | Andorra            | 1                  |                    |  |
|  |            |            | San Marino | San Marino | 3       |                    |                    |                    |  |
|  | San Marino | San Marino | San Marino | San Marino | 3       | 3                  |                    |                    |  |
|  | San Marino | San Marino |            |            |         | 3                  |                    |                    |  |
|  | Malta      | Malta      | 0          |            |         | Finale 7º/8º posto | Finale 7º/8º posto | Finale 7º/8º posto |  |
|  | Malta      | Malta      | 0          |            |         |                    |                    |                    |  |
|  |            |            |            |            |         |                    |                    |                    |  |
|  |            |            |            |            |         | Irlanda            | Irlanda            | 3                  |  |
|  |            |            |            |            |         | Irlanda            | Irlanda            | 3                  |  |
|  |            |            |            |            |         | Malta              | Malta              | 1                  |  |

##### Semifinali
| 31 maggio 2002 ?, Andorra la Vella Durata: ? - Spettatori: ?       | Irlanda    | 1 - 3 | Andorra | 25-20, 21-25, 21-25, 22-25 |
| 31 maggio 2002 ?, Andorra la Vella Durata: 1h:12 - Spettatori: 150 | San Marino | 3 - 0 | Malta   | 25-21, 25-22, 25-14        |

##### Finale 7º posto
| 1º giugno 2002 ?, Andorra la Vella Durata: 1h:28 - Spettatori: 60 | Irlanda | 3 - 1 | Malta | 22-25, 25-14, 25-23, 25-14 |

##### Finale 5º posto
| 1º giugno 2002 ?, Andorra la Vella Durata: 1h:45 - Spettatori: 110 | Andorra | 1 - 3 | San Marino | 20-25, 27-29, 25-17, 19-25 |

## Podio

### Campione
Formazione: 1 Nikos Christou, 2 Chrysostomos Chrysostomidis, 3 Marios Chrysostomou, 4 Panagiotis Eracleous, 5 Michalis Fotiou, 6 Nikos Kola, 7 Marios Kontos, 8 Iakovos Koumi, 9 Marios Mantzialos, 10 Stylianos Masias, 11 Stelios Michael, 12 Rakis Pierides, CT: -

### Secondo posto
Formazione: 1 Zdravko Demirev, 2 Róbert Hlödversson, 3 Vignir Hlödversson, 4 Galin Raditchkov, 5 Martin Raditchkov, 6 Jóhann Sigurdsson, 7 Jón Valdimarsson, CT: -

### Terzo posto
Formazione: 1 Stuart Edgar, 2 Alistair Galloway, 3 Gary Jordan, 4 Christopher Lamont, 5 Stephen Linton, 6 Simon Loftus, 7 Geoffrey Marshall, 8 Stewart McGrenary, 9 Gary McGuire, 10 Kenneth Milne, 11 Brian O'Neill, 12 Gordon Welsh, CT: -

## Classifica finale
| Pos | Squadra     |
| --- | ----------- |
|     | Cipro       |
|     | Islanda     |
|     | Scozia      |
| 4   | Lussemburgo |
| 5   | San Marino  |
| 6   | Andorra     |
| 7   | Irlanda     |
| 8   | Malta       |